# Green Bullfrog
Green Bullfrog — блюзовий альбом, який був записаний спеціальною групою та спродюсований Дереком Лоуренсом. Основна частина альбому була записана протягом двох сесій у De Lane Lea Studios, Лондон у 1970 році, з пізнішими накладеннями на струнні та духові інструменти. Спочатку вона була випущена в 1971 році з перевиданнями в 1980 і 1991 роках. 
Альбом не містив комерційного успіху.

## Запис
Green Bullfrog — ідея продюсера Дерека Лоуренса, який зібрав групу музикантів, з якими працював у 1960-х роках. Гітарист Альберт Лі працював з Лоуренсом як сесійний музикант, і початкова ідея полягала в тому, щоб записати з колишнім басистом Screaming Lord Sutch Тоні Денджерфілдом. Однак сесії не спрацювали, тому пара вирішила запросити інших сесійних музикантів і випускників Sutch і записати студійний джем.
Мінусовки були записані протягом двох нічних сесій 20 квітня та 23 травня 1970 року, починаючи з 23:00. Він був записаний наживо на касету з чотирма треками. Тодішній гітарист Deep Purple і колишній (гітарист) Sutch Річі Блекмор раніше працював з Лоуренсом і привів із собою їхнього барабанщика Яна Пейса. За словами Лі, Блекмор і Пейс обидва рази приходили в студію прямо з концертів Deep Purple. Сесійний гітарист Біг Джим Салліван був запрошений, оскільки спочатку він навчав Блекмора грі на гітарі і викликав у нього велике захоплення. Гітарист Род Александр дружив з Блекмором і працював у музичному магазині на Чарінг-Кросс-роуд. Він прибув на сесію, щоб доставити кілька струн для гітари, і його переконали залишитися. Усі музиканти давно хотіли грати разом, але були занадто зайняті гастролями чи сесійною роботою, щоб це зробити. Співак Ерл Джордан записувався з Les Humphries Singers. Він відклав вокал під час основної сесії, а потім перезаписав усі свої партії після того, як усі залишилися. 4 січня 1971 року було додано накладення струнних і духових інструментів.
Було зіграно кілька оригіналів (написаних Лоуренсом), а також багато кавер-версій із відтінком блюзу. Салліван змінив аранжування пісні Лоуренса «Lovin' You (Is Good for Me Baby)», щоб зробити гру цікавішою. Гітарний інструментальний трек «Bullfrog» — це пісня Deep Purple «Jam Stew», яка була раніше записана на сесії BBC Radio 1. Блекмор один раз зіграв головний риф Саллівану та Лі, які обидва відразу створили навколо нього гітарні гармонії. У треку також звучить Тоні Ештон на органі Хаммонда. Сесії також включали кавер на «Makin' Time Creation», який Блекмор і Лоуренс хотіли записати. Лоуренс вибрав усі інші пісні для запису.

## Псевдоніми та їх тлумачення
З договірних причин музиканти виставлялися під псевдонімами. Лі називали «Pinta» після жарту, де він казав «Я лише доставляю молоко!», коли надійшов запит на повторний дубль пісні. Ештона називали «Bevy», тому що він любив тримати під органом (інструмент) пляшки зі світлим елем. Басист Чес Ходжес (який раніше грав з Блекмором в Outlaws, а пізніше став частиною власного гурту Chas & Dave) взяв ім'я «Sleepy» через свою звичку засинати під час сесій. Блекмора називали «Boots», тому що він часто носив замшеві ковбойські черевики, тоді як Салліван отримав прізвисько «The Boss» через його повагу з боку інших як одного з найкращих сесійних гравців. Меттью Фішер з Procol Harum, який грав на фортепіано в альбомі, був названий «Sorry» через його репутацію вибачатися, якщо потрібно ще один дубль. Олександра називали «Vicar» через звичку Лоуренса говорити йому «привіт, вікаріє», а Пейс отримав прізвисько «Speedy» через його швидкий стиль гри. А Ерл Джордан був просто «Jordan». Незважаючи на чутки в той час, Роджер Гловер і Джон Лорд не були присутні на жодній із сесій. 

## Список пісень
Взято з сет-листу (вінілова платівка)
А-сторона
- «My Baby Left Me» (Arthur Crudup)
- «Makin' Time» (Едді Філліпс, Кенні Пікетт)
- «Lawdy Miss Clawdy» (Ллойд Прайс)
- «Bullfrog» (Дерек Лоуренс, Річі Блекмор, Ієн Пейс)

В-сторона
- «I Want You» (Тоні Джо Вайт)
- «I'm a Free Man» (Марк "Мугі" Клінгман)
- «Walk a Mile in My Shoes» (Джо Саут)
- «Lovin' You Is Good for Me Baby» (Лауренс/Corlett/Hutton)

## Учасники запису
- "Speedy" (Ієн Пейс) – ударні
- "Sleepy" (Чес Ходжес) – бас-гітара
- "Bevy" (Тоні Ештон) – піаніно/орган
- "Sorry" (Меттью Фішер) – піаніно
- "Boots" (Річі Блекмор) – гітара
- "Pinta" (Альберт Лі) – гітара
- "The Boss" (Big Jim Sullivan) – гітара
- "The Vicar" (Род Олександр) – гітара
- "Jordan" (Ерл Джордан) – вокал

Виробництво
- Дерек Лауренс – продюсер
- Мартін Бірч – інженер

## Зовнішні посилання
- Green Bullfrog – Deep Purple Podcast